# Stazione di Tipperary
La stazione di Tipperary è una fermata ferroviaria della linea Limerick–Rosslare a  servizio di Tipperary, South Tipperary, Irlanda. La stazione è dotata di personale, ma la biglietteria a sportello e la banchina non sono accessibili per sedie a rotelle.

## Storia
Fu aperta il 9 maggio 1848.

## Movimento
La stazione è servita giornalmente da due coppie di treni della relazione Limerick Junction–Waterford Plunkett. Non c'è servizio la domenica.

## Servizi
- Capolinea autolinee (Abbey Street; a cinque minuti a piedi)